# Simulium oshimaense
Simulium oshimaense är en tvåvingeart som beskrevs av Ono 1989. Simulium oshimaense ingår i släktet Simulium och familjen knott. Inga underarter finns listade i Catalogue of Life.